# Hella Jongerius
Hella Jongerius (Utrecht, 30 maggio 1963) è una designer olandese.